# Filippo Martinengo (generale)
Filippo Martinengo (Torino, 17 agosto 1864 – Torino, 30 dicembre 1952) è stato un generale italiano.

## Biografia
Nato a Torino nel 1864, Filippo Martinengo intraprese la carriera militare frequentando l'Accademia Militare della città natale, uscendone col grado di Tenente di Fanteria nel 1886 e già dall'anno successivo fu destinato all'Eritrea. Con lo scoppio della Prima Guerra Mondiale, nel 1916 fu nominato Colonnello Comandante del 73º Reggimento Fanteria della Brigata Lombardia.
Promosso al comando della Brigata Calabria durante l'ultima parte della Grande Guerra, fu nominato Maggiore Generale con anzianità il 29 ottobre 1918 (Generale di Brigata per effetto del R.D. 7 gennaio 1923, n. 12, con anzianità al 1º febbraio 1923). Il 30 marzo 1926 fu promosso Generale di Divisione e nel 1928 ottenne il comando della 18ª Divisione Territoriale Ancona per poi essere collocato in posizione ausiliaria in forza al Distretto Militare di Torino, città ove risiedeva.